# Gößl
Gößl ist ein Ortsteil der Gemeinde Grundlsee im Ausseerland im steirischen Salzkammergut im Bezirk Liezen und Gerichtsbezirk Liezen in Österreich.

## Geografie

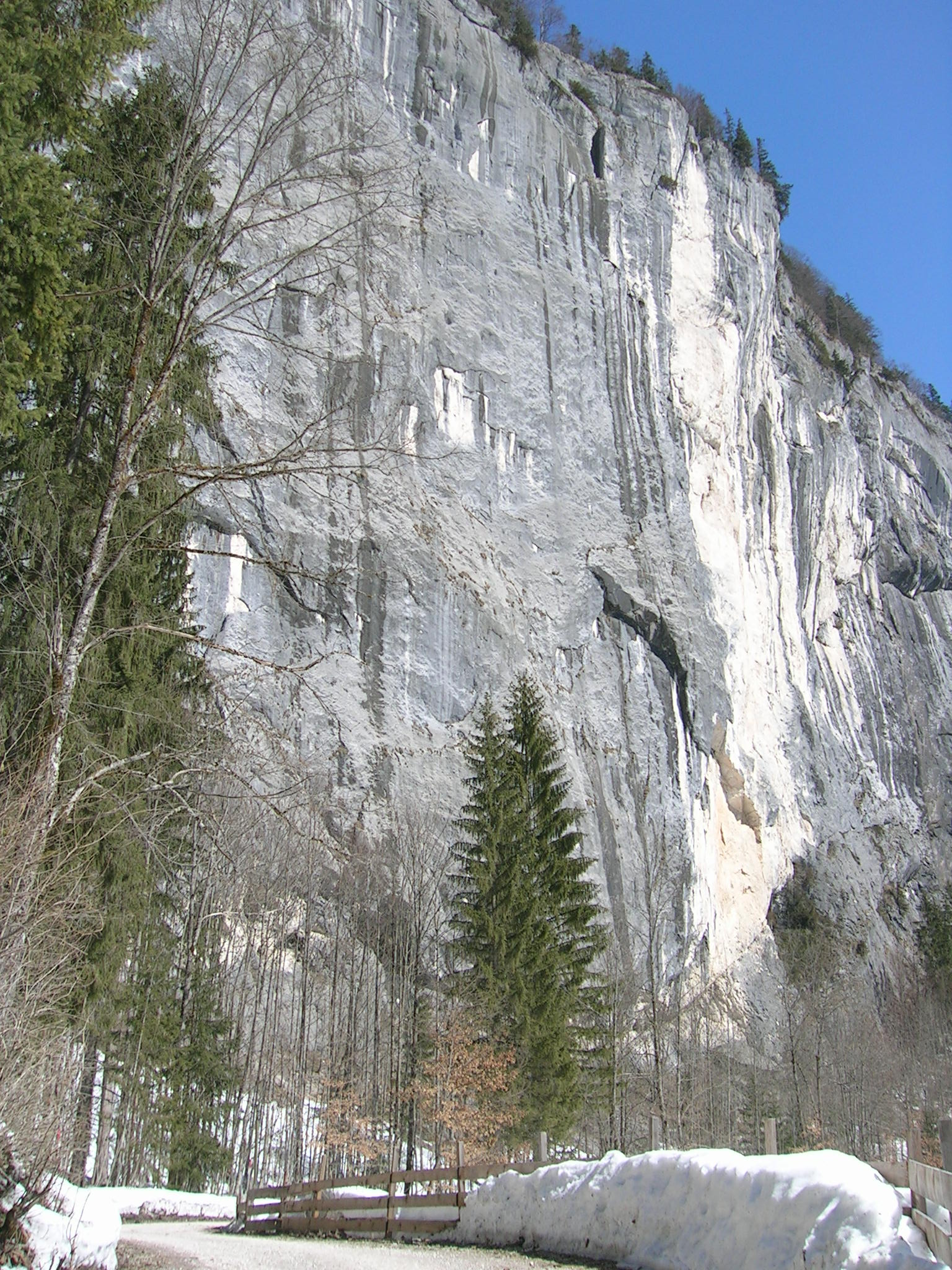
Die Gößler Wand

Gößl liegt am Ostufer des Grundlsees im südlichen Teil des Toten Gebirges. Der Kern des Ortes befindet sich auf der Nordwestseite eines Landrückens zwischen dem Toplitz- und dem Grundlsee auf 720 Meter Seehöhe. Benachbart dazu erstrecken sich die Siedlungen Schachen am Nordufer und Wienern am Südufer des Sees.
Im Ortsgebiet münden der Toplitz- und der Stimitzbach in den Grundlsee.
Direkt über dem Ort erhebt sich die Gößler Wand, ein etwa 180 Meter hoher, nahezu senkrechter Kalksteinfelsen. In der Gößlerwand wurde ein Klettergarten eingerichtet. Die Wand in ihrer Gesamthöhe wurde erstmals am 21. Mai 2005 von den Brüdern Alexander und Thomas Huber (Huberbuam) über die von ihnen erstbegangene Via Gabrielli erstiegen.
Gößl ist über eine am Nordufer des Grundlsees verlaufende Straße zu erreichen, über die auch eine Buslinie führt. Über den See führt im Sommer Linienschiffsverkehr.

## Wirtschaft

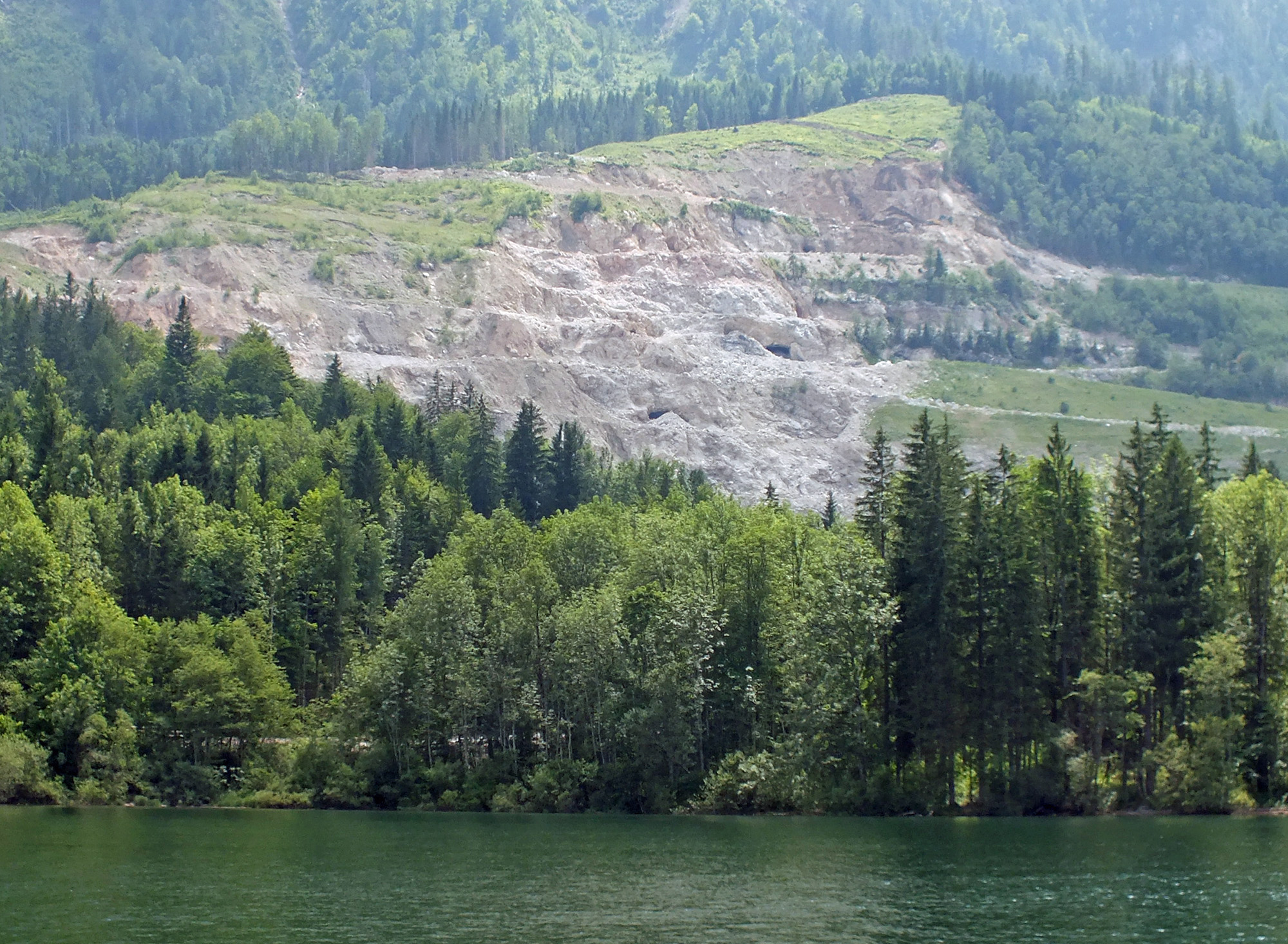
Gipsabbau

In der örtlichen Landwirtschaft wird auf den Wiesen und Almen insbesondere Milchviehwirtschaft betrieben.
Auf der Südseite des Grundlsees oberhalb von Wienern wird seit den 1950er Jahren im Tagebau Gips-Rohstein abgebaut, der in einer über acht Kilometer langen Materialseilbahn nach Bad Aussee transportiert wird, wo ein Werk Gipskartonplatten herstellt.
Ein wesentlicher Wirtschaftsfaktor ist der Fremdenverkehr, der vielerorts gewerblich an die Stelle der Landwirtschaft getreten ist.

## Tourismus

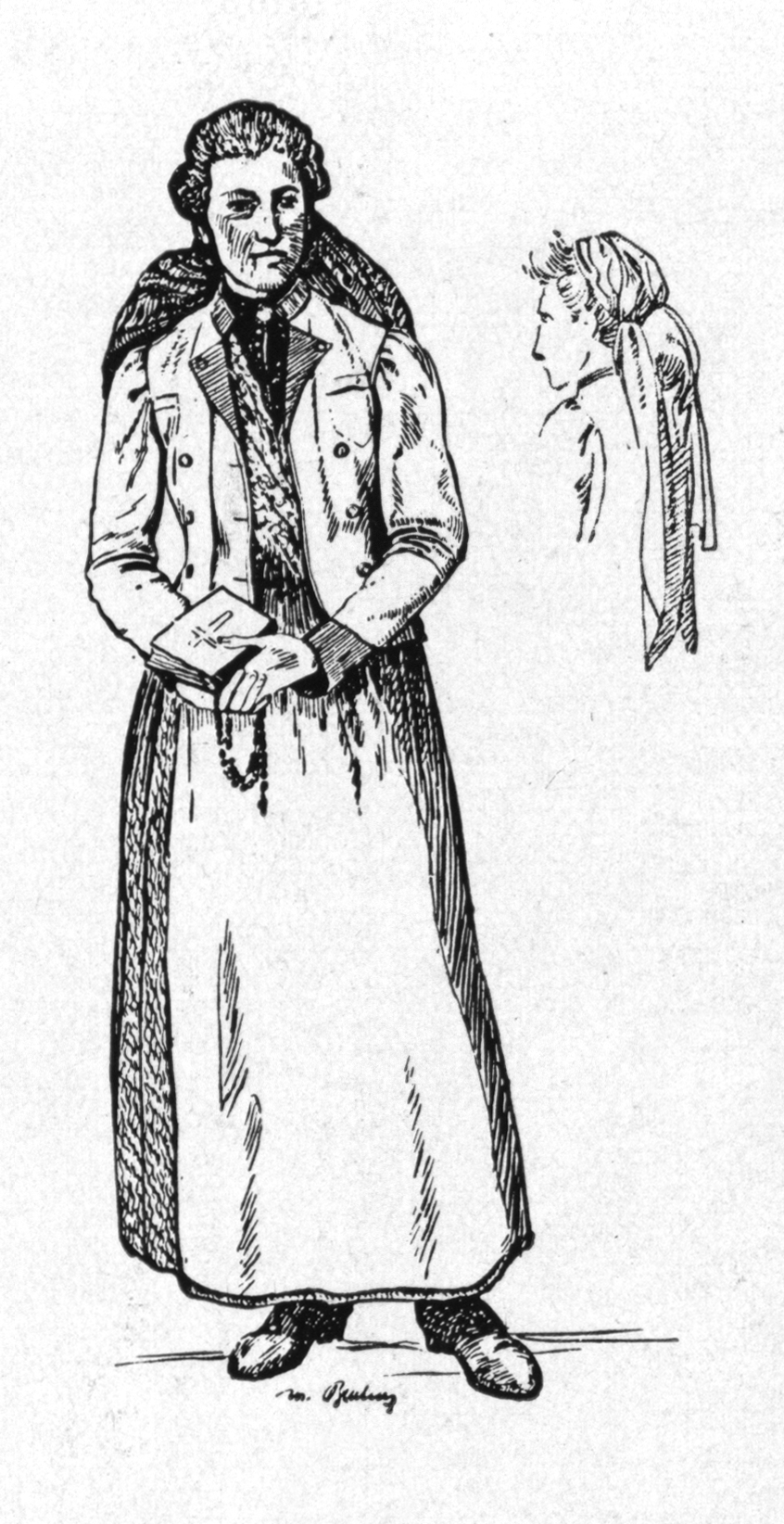
Gößler Frauentracht im 19. Jahrhundert

Seit dem Ende des 19. Jahrhunderts hielt auch in Gößl der Fremdenverkehr Einzug. Gasthöfe, Pensionen und Privatzimmer bieten Übernachtungsmöglichkeiten. So wie an viele Stellen im Ausseerland kamen auch nach Gößl bekannte Künstler. In der Mühle am Stimitzbach hielt sich der Wiener Maler Johann Matthias Ranftl mehrfach auf. Sie trägt nun seinen Namen. Der Großindustrielle Konrad Mautner besaß eine Villa in Gößl. Hier ging er seinen volkskundlichen Studien nach, wobei das Liederbuch Steyerisches Raspelwerk und andere Werke zur Volkskunst im steirischen Salzkammergut entstanden. Von Gößl zum Toplitzsee führt nun der Konrad-Mautner-Weg.

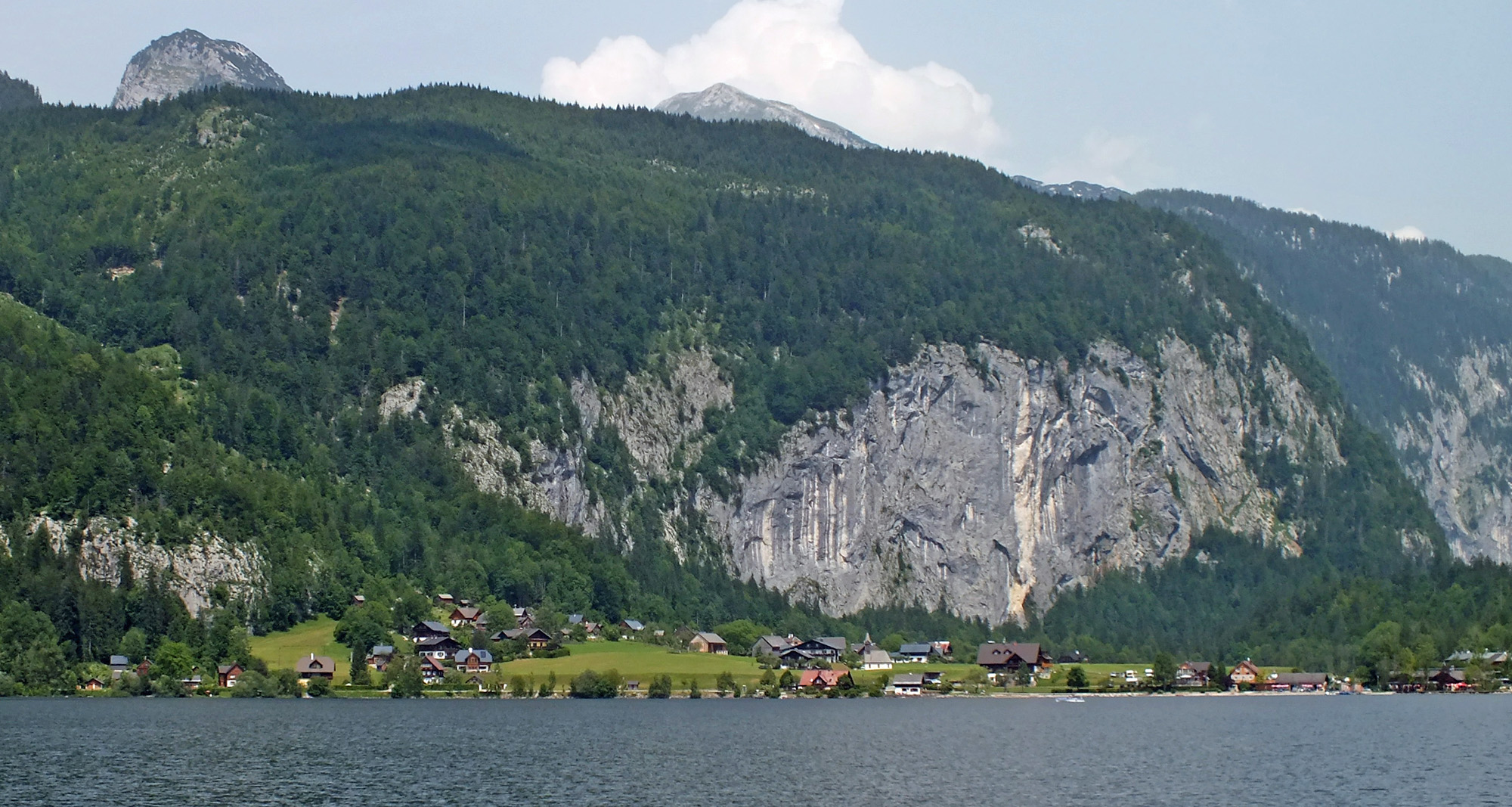
Gößl vom Grundlsee aus

Den gehen heutzutage viele Tagesbesucher Gößls, wenn sie im Rahmen der Drei-Seen-Tour (Grundlsee–Toplitzsee–Kammersee) den Weg von der Bootsanlegestelle am Grundlsee zu der am Toplitzsee nehmen.
Gößl ist auch ein Ausgangspunkt einiger Wanderrouten ins Tote Gebirge. Neben zwei bewirtschafteten Schutzhütten, der Pühringerhütte und dem Appelhaus, locken noch viele weitere Ziele wie die Gipfel vom Elm, Salzofen, Rotgschirr, Feuertalberg, Backenstein und Grundlseer Reichenstein sowie der Vorderer und der Hinterer Lahngangsee sowie der Elmsee.
Jährlich seit 2005, mit zweimaliger Unterbrechung 2016 und 2017 – nachdem der Initiator zum Bürgermeister gewählt wurde – findet in Gößl das „Festival für Kunst, Kultur, Natur und Mensch“ namens Sprudel, Sprudel und Musik statt. An Plätzen im Wald, am See und auch im Dorf lassen sich in einem „begehbaren Konzert“ eine Vielfalt an Künstlern erleben.

## Kultur und Sehenswürdigkeiten

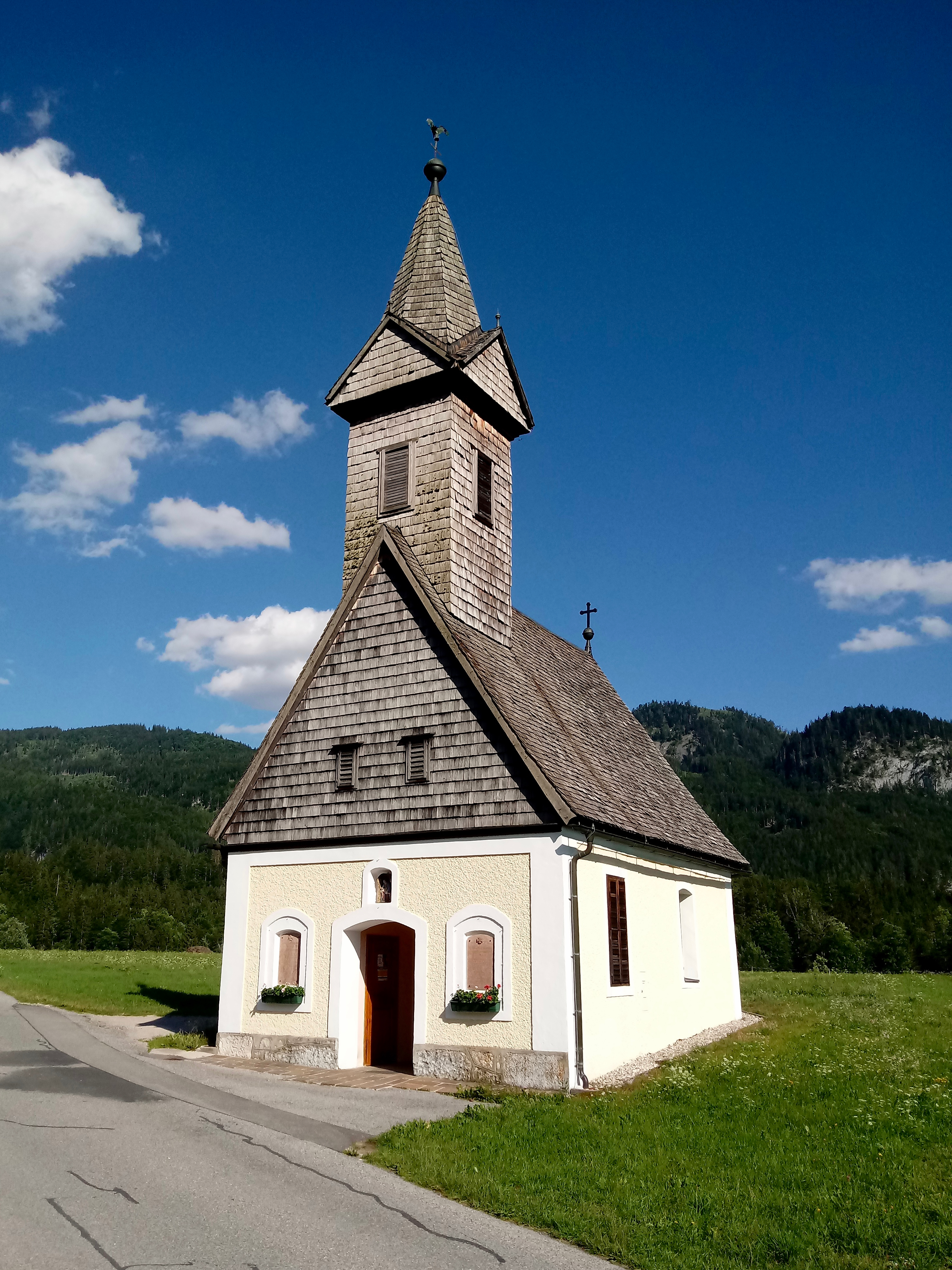
Messkapelle Gößl

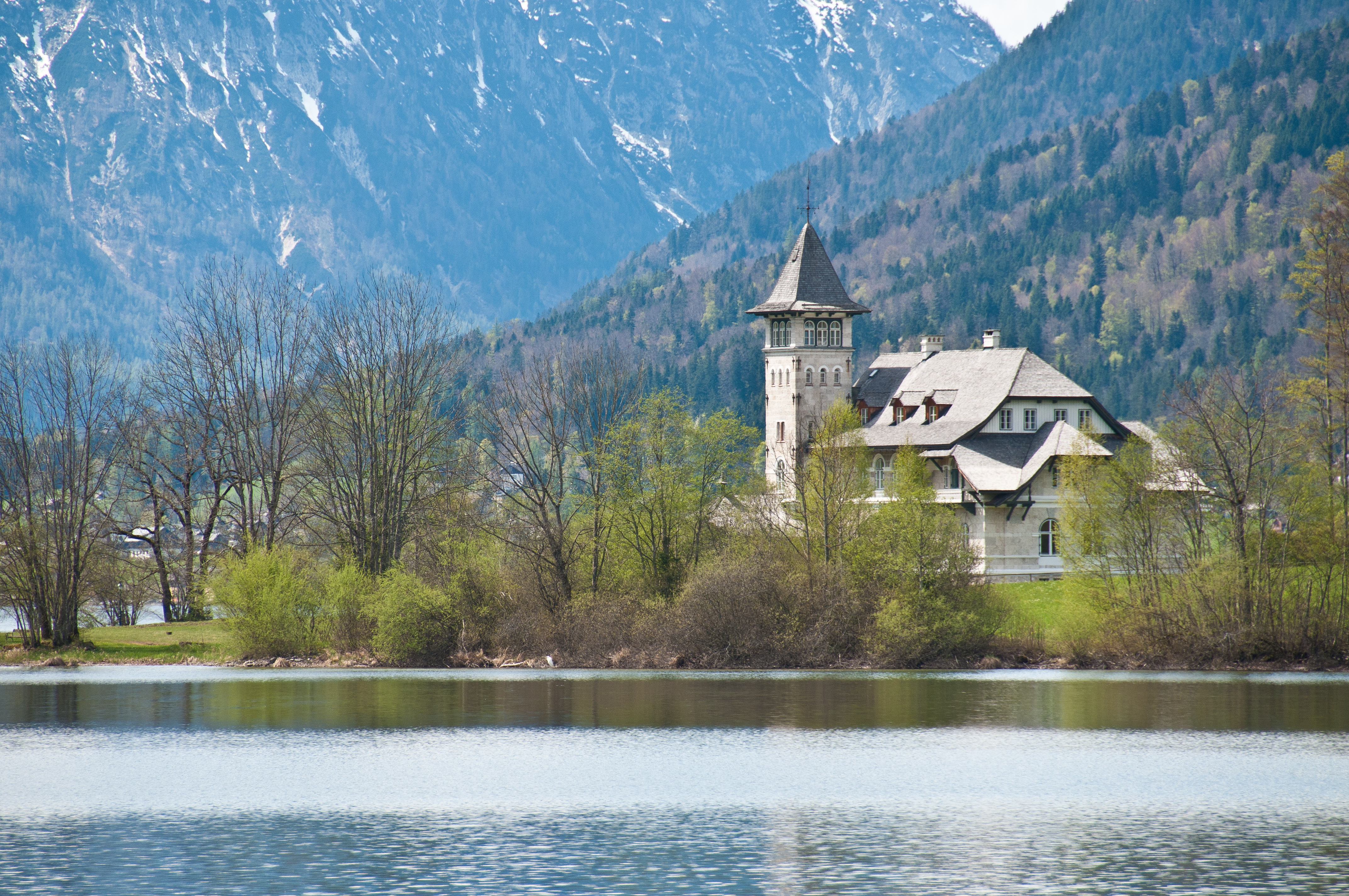
Villa Roth am Grundlsee

- Messkapelle Gößl: Während die Kirchengebäude im Allgemeinen der Kirche gehören, ist die Messkapelle Gößl im Privatbesitz von 14 Gößler Familien. Nach über 40-jähriger vergeblicher Antragstellung zum Bau einer Kirche bauten die Gößler 1821 auf eigene Kosten eine kleine Kapelle, die schon 1833 vergrößert wurde. Dabei wurde der Holzbau durch Mauerwerk ersetzt. Durch den Grundbucheintrag der Vulgonamen der Höfe der beteiligten Bauern, die bekanntlich immer mit dem Hof verbunden bleiben, sicherten sich diese die Kirche als ihren dauerhaften Besitz.[5]
- Villa Roth am Grundlsee: Am Nordufer westlich außerhalb des Dorfes.
- Dorfrichter: Eine weitere Besonderheit von Gößl ist das seit dem Mittelalter erhaltene Amt des Dorfrichters. Die Gößler Bauern wählen jedes Jahr einen solchen aus ihren (inzwischen kleinen) Reihen. Bei Streitigkeiten oder allfälligen Zankpunkten lädt er die weiteren Bauern in den Gasthof Veit (Baujahr 1616). Hier wird das Problem gemeinschaftlich ausdiskutiert und in den meisten Fällen auch eine außergerichtliche Lösung gefunden. Der Dorfrichter ist auch verantwortlich für Organisation und Durchführung gemeinschaftlicher Arbeiten im Wegebau und Ähnlichem.[6]